# Cauce Viejo del Riachuelo
El Cauce Viejo del Riachuelo es un curso de agua ubicado en la ciudad de Buenos Aires, en el barrio de Villa Riachuelo, a metros del puente La Noria. 
Es un espacio de interés histórico y natural ya que conserva, en parte, el paisaje original de la zona, donde pueden observarse algunos rasgos del río Matanza-Riachuelo como era antes de las obras de rectificación que lo modificaron en los años ´30 del siglo XX.
En la actualidad el cauce viejo se extiende a lo largo de 800m. Forma parte del Parque Ribera Sur, un predio gestionado por  la Obra Social de los Trabajadores de la Ciudad de Buenos Aires (ObSBA).

## Historia
El cauce viejo es un resto del antiguo curso del Riachuelo, el río que atraviesa la zona sur de la ciudad.
En 1944 concluyeron las tareas de rectificación del río, y este adquirió su forma de canal recto, perdiendo sus antiguos meandros que solían desbordarse sobre las márgenes, en casi toda la extensión de la ciudad.

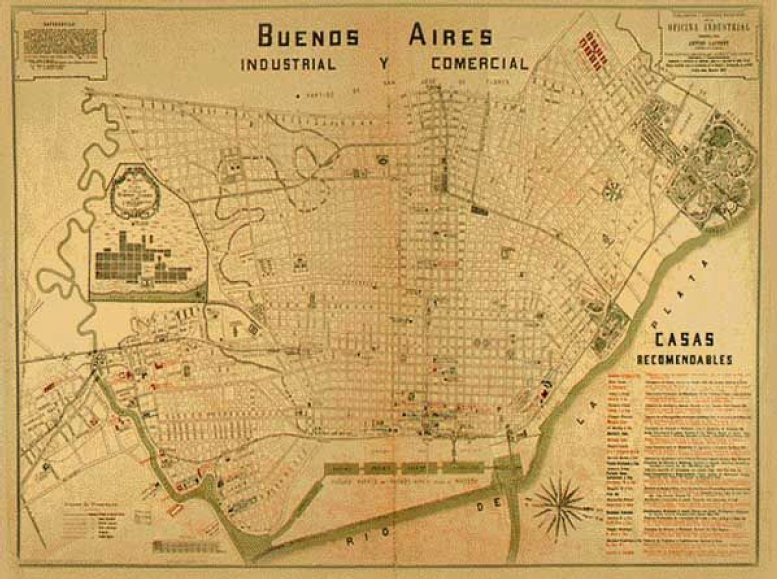
Mapa de Buenos Aires en 1909 con los meandros originales del Riachuelo.

Los antiguos meandros del río fueron rellenados con tierra. Y en su lugar se excavó un canal para facilitar el drenaje del agua.
Por algún motivo el cauce viejo se dejó sin rellenar, por lo que todavía conserva parte de los meandros naturales del curso original.
Por eso, es considerado un espacio de gran valor histórico y natural, ya que permite poner en perspectiva el desarrollo de la ciudad, y los cambios realizados en el territorio hasta que empezaron a lotearse los terrenos de la zona sur, y a construirse su grilla de calles y manzanas, a principios del siglo XX.

## El lugar
El cauce viejo ingresa al parque por un túnel excavado bajo la Av. General Paz, que separa la ciudad de Buenos Aires de la provincia de Buenos Aires. Luego avanza en paralelo al enrejado del Parque, que lo separa de la Avenida 27 de Febrero y del curso principal del Riachuelo. El Cauce Viejo recorre 800m de una zona arbolada, entre pastizales, para desembocar finalmente en el Riachuelo, mediante un conducto que lo introduce bajo la avenida.

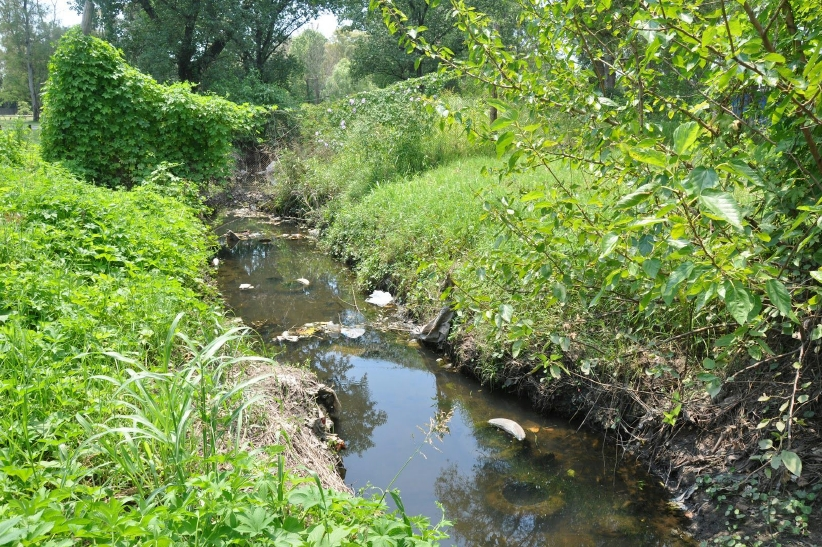
Vista del Cauce Viejo.

En el curso se observan especímenes de flora y fauna autóctona de tierra y agua como mburucuyá, granadillo, malvavisco y otras del pastizal pampeano, así como distintas aves rapaces urbanas, como caranchos, gavilanes mixtos, chimangos y taguatós. 
Aunque la flora incluye diversas especies exóticas, también están presentes ejemplares típicos del humedal rioplatense, un ambiente natural hoy casi inexistente en la Ciudad. Se destaca, sobre todo, la presencia de abundantes ejemplares de tala jóvenes, y brotes nuevos, de gran importancia por tratarse de un árbol típico del área y por haber sido declarado oficialmente Árbol Emblemático de la Ciudad de Buenos Aires por su Legislatura en 2015.

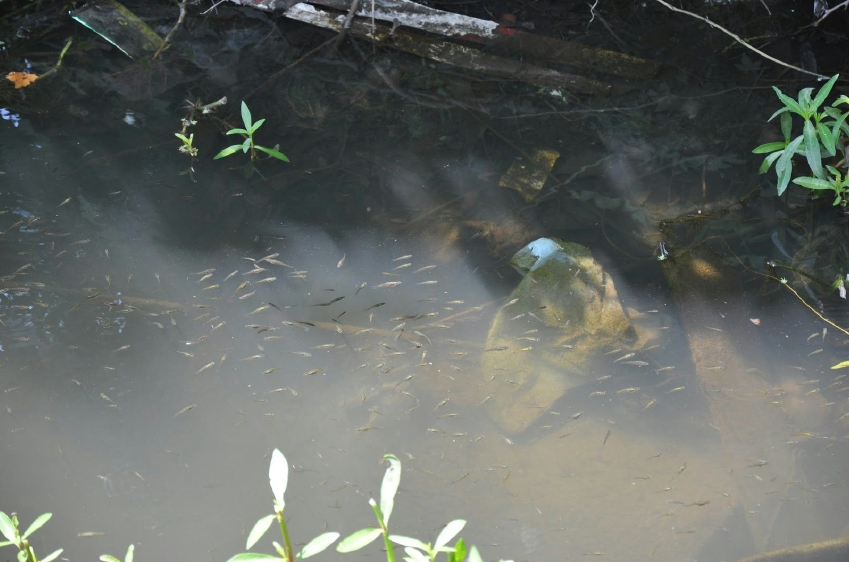
Mojarras en el Cauce Viejo del Riachuelo.

## Hallazgos arqueológicos
En los márgenes del Cauce Viejo se hallaron restos de un asentamiento indígena del siglo XIII, anterior a la llegada de los españoles.
La investigación está a cargo de un equipo de arqueólogos de la Universidad del Museo Social Argentino y la Universidad Nacional del País Vasco, con el apoyo de la UBA y el Conicet, quienes realizaron sondeos en la zona, y excavaciones en diversos puntos del predio, donde hallaron rastros que permitieron identificar un asentamiento indígena.
Entre otros objetos, recuperaron piedras talladas, piezas de cerámica y madera con marcas de fuego.
Hoy, el Cauce Viejo constituye el sitio de investigación arqueológica más antiguo dentro de la Ciudad de Buenos Aires.